# Totalkrümmung
In der Kurventheorie, einem Teilgebiet der Mathematik, wird die Totalkrümmung einer Kurve {\displaystyle \varphi \colon [a,b]\to \mathbb {R} ^{n}} definiert als das Integral ihrer Krümmung {\displaystyle \kappa }, also als
{\displaystyle \int _{a}^{b}\kappa (s)ds}.

## Kurven in der Ebene
Die Totalkrümmung einer geschlossenen Kurve in der Ebene ist stets ein ganzzahliges Vielfaches von {\displaystyle 2\pi }. Der ganzzahlige Faktor ist die Tangentenumlaufzahl der Kurve.
Aus dem Satz von Whitney-Graustein folgt, dass sich die Totalkrümmung einer geschlossenen regulären Kurve unter regulären Homotopien nicht ändert.

## Raumkurven
Aus der Fary-Milnor-Ungleichung folgt, dass die Totalkrümmung einer verknoteten Raumkurve stets größer als {\displaystyle 4\pi } ist.

## Höherdimensionale Verallgemeinerung
Für höherdimensionale riemannsche Mannigfaltigkeiten {\displaystyle (M,g)} bezeichnet man als Totale Skalarkrümmung (oder im Fall von Flächen ebenfalls als Totalkrümmung) das Integral
{\displaystyle \int _{M}scal\ dvol_{g}}
der Skalarkrümmung bezüglich der Volumenform der riemannschen Metrik {\displaystyle g}.
Für Flächen folgt aus dem Satz von Gauß-Bonnet, dass ihre Totalkrümmung {\displaystyle 2\pi \chi (M)} nur von der Euler-Charakteristik der Fläche und nicht von der riemannschen Metrik abhängt.